# Лора, Джильмар
Ка́рлос Джильма́р Ло́ра Сааве́дра (исп. Carlos Jhilmar Lora Saavedra; род. 24 октября 2000, Лима) — перуанский футболист, защитник клуба «Спортинг Кристал» и сборной Перу.

## Клубная карьера
Лора родился 24 октября 2000 года в Лиме. В 2004 году начал играть за молодёжную команду «Альянса Лима», а в 2011 году стал игроком молодёжной команды клуба «Спортинг Кристал». 7 августа 2019 года он подписал свой первый профессиональный контракт и был переведён в первую команду. 9 ноября 2019 года дебютировал за первую команду в матче чемпионата против «Мельгара», выйдя на замену на 61-й минуте вместо Ренсо Реворедо. В сезоне 2020 года 4 раза выходил в стартовом составе в матчах чемпионата и по итогам сезона стал в составе клуба чемпионом Перу. 31 января 2021 года «Спортинг Кристал» подтвердил продление контракта с Лорой до конца 2023 года. 13 марта отдал первую в карьере голевую передачу на Кристофера Гонсалеса в матче 1 тура нового сезона против клуба «Депортиво Бинасьональ» (4:0). 21 апреля 2021 года дебютировал на Кубке Либертадорес в матче против «Сан-Паулу» (0:3), выйдя на замену на 82-й минуте.

## Карьера в сборной
27 апреля 2021 года тренер Рикардо Гарека представил предварительную заявку национальной сборной Перу на Кубок Америки 2021 из 50 вызванных игроков, в которую вошёл Джильмар Лора. 21 мая он был впервые вызван в сборную на матчи отборочного турнира чемпионата мира 2022 года против Колумбии и Эквадора. 10 июня вошёл в окончательную заявку сборной на Кубок Америки в Бразилии.
В четвертьфинальном матче турнира против Парагвая Лора дебютировал за сборную, выйдя на поле вместо Альдо Корсо на 90+2 минуте. Матч завершился со счётом 3:3, а сборная Перу выиграла по пенальти. В последующих матчах, полуфинале против Бразилии (0:1) и матче за 3 место против Колумбии (2:3), Лора выходил на поле вместо Корсо ещё дважды и по итогам турнира занял со своей сборной четвёртое место.

## Статистика

### Клубная
| Выступление      | Выступление      | Выступление      | Лига | Лига | Кубки | Кубки | Континент. | Континент. | Прочие | Прочие | Итого | Итого |
| Клуб             | Лига             | Сезон            | Игры | Голы | Игры  | Голы  | Игры       | Голы       | Игры   | Голы   | Игры  | Голы  |
| ---------------- | ---------------- | ---------------- | ---- | ---- | ----- | ----- | ---------- | ---------- | ------ | ------ | ----- | ----- |
| Спортинг Кристал | Лига 1           | 2019             | 1    | 0    | —     | —     | —          | —          | —      | —      | 1     | 0     |
| Спортинг Кристал | Лига 1           | 2020             | 4    | 0    | —     | —     | —          | —          | —      | —      | 4     | 0     |
| Спортинг Кристал | Лига 1           | 2021             | 21   | 0    | —     | —     | 10         | 0          | —      | —      | 31    | 0     |
| Спортинг Кристал | Итого            | Итого            | 26   | 0    | 0     | 0     | 10         | 0          | 0      | 0      | 36    | 0     |
| Всего за карьеру | Всего за карьеру | Всего за карьеру | 26   | 0    | 0     | 0     | 10         | 0          | 0      | 0      | 36    | 0     |

### В сборной
| Сборная | Год   | Игры | Голы |
| ------- | ----- | ---- | ---- |
| Перу    | 2021  | 4    | 0    |
| Перу    | 2022  | 2    | 0    |
| Итого   | Итого | 6    | 0    |

### Матчи за сборную
| № | Дата            | Соперник  | Счёт | Турнир                         |
| 1 | 2 июля 2021     | Парагвай  | 3:3  | Кубок Америки 2021             |
| 2 | 5 июля 2021     | Бразилия  | 0:1  | Кубок Америки 2021             |
| 3 | 9 июля 2021     | Колумбия  | 2:3  | Кубок Америки 2021             |
| 4 | 14 Октябрь 2021 | Аргентина | 1:0  | Чемпионат мира по футболу 2022 |

Итого: 3 матча; 1 ничья, 2 поражения.